# Городницький Олександр Мойсейович
Городницький Олександр Мойсейович  (рос. Городницкий Александр Моисеевич; 20 березня 1933, Ленінград, РРФСР) — російський і радянський науковець, поет, один із засновників авторської пісні, доктор геолого-мінералогічних наук, член союза письменників РФ.

## Життєпис, ранні роки
Народився у місті Ленінград на Василівському острові. З початком війни 1941-1945 рр. батька, що був фахівцем з військової географії, евакуювали у місто Омськ. Син з мамою залишався у блокованому Ленінграді до квітня 1942 року. Хлопець з дитинства знав, що таке голод, холод і видача мінімуму харчів за картками. Малого вивезли разом із іншими дітьми дорогою життя через замерзле Ладозьке озеро. В евакуації у місті Омськ хлопець хворів більше року, бо мав ознаки дистрофії.

## Освіта
Здібний юнак закінчив середню школу із золотою медаллю. Влаштувався на навчання у Ленінградський гірничий інститут ім. Плеханова, котрий закінчив 1957 року. Геофізик за фахом. Вже у студентські роки відвідував інститутське літературне об'єднання, котрим у ті роки керував Гліб Семенов (1918-1982), що мав університетську освіту і був а першою освітою хіміком. Семенов починав як перекладач і поет, згодом керував  літературними гуртками ленінградської молоді від Союзу письменників.
Починав працювати геологом і керівником геологів.

## Наукова робота
- 1959 р. — Науково-дослідний інститут геології Арктики Міністерства геології СРСР.
- 1972 р. (Переведення у Москву) — Інститут океанології імені П. Ширшова академії наук СРСР, старший науковий співробітник. Керівник лабораторії геомагнітних досліджень. Брав участь у 20 експедиціях по дослідженню світового океану.
- 1982 р. — захистив докторську дисертацію ( тема «Устрій океанічної літосфери і формування підводних гір»).
- 1991 р. — професор (260 наукових праць, серед котрих вісім монографій з геології та геофізики океанського дна).

## Творчість
- Перші вірші створив у останніх класах середньої школи.
- Перша публікація віршів 1948 р.
- Перші пісні з 1953 року (Вальс геофізиків)
- Як виконавець власних пісень починав виконувати їх а капела.
- 1972 р. — член Союзу письменників СРСР.

Вірші і пісні О.М. Городницького перекладені на інші мови, серед яких — англійська, болгарська, іврит, іспанська, французька, чеська тощо.
Дружина — Анна Наль, поетка і перекладач.

## Громадянська позиція
Виступив з осудом російської збройної агресії проти України.